# San Miguel Quetzaltepec
San Miguel Quetzaltepec är en ort i Mexiko.   Den ligger i kommunen San Miguel Quetzaltepec och delstaten Oaxaca, i den sydöstra delen av landet, 400 km sydost om huvudstaden Mexico City. San Miguel Quetzaltepec ligger 1 203 meter över havet och antalet invånare är 3 610.
Terrängen runt San Miguel Quetzaltepec är kuperad åt nordost, men åt sydväst är den bergig. Terrängen runt San Miguel Quetzaltepec sluttar norrut. Runt San Miguel Quetzaltepec är det ganska glesbefolkat, med 31 invånare per kvadratkilometer. San Miguel Quetzaltepec är det största samhället i trakten. I omgivningarna runt San Miguel Quetzaltepec växer i huvudsak städsegrön lövskog.